# Івановецька сільська рада (Мукачівський район)
| Івановецька сільська рада — колишній орган місцевого самоврядування у Мукачівському районі Закарпатської області з адміністративним центром у с. Іванівці. Сільській раді були підпорядковані населені пункти: - с. Іванівці - с. Клячаново - с. Старе Давидково |

## Склад ради
Рада складалася з 26 депутатів та голови.

## Керівний склад сільської ради
| ПІБ                            | Основні відомості                                                 | Дата обрання | Дата звільнення |
| ------------------------------ | ----------------------------------------------------------------- | ------------ | --------------- |
| Мишкулинець Михайло Михайлович | Сільський голова, 1969 року народження, освіта, безпартійний      | 26.03.2006   | 31.10.2010      |
| Мишкулинець Михайло Михайлович | Сільський голова, 1969 року народження, освіта вища, безпартійний | 31.10.2010   |                 |

Примітка: таблиця складена за даними джерела